# جولیت پراوس
جولیت پراوس (انگلیسی: Juliet Prowse؛ ۲۵ سپتامبر ۱۹۳۶ – ۱۴ سپتامبر ۱۹۹۶) هنرپیشه، رقصنده و خواننده اهل آفریقای جنوبی بود. وی بین سال‌های ۱۹۵۵ تا ۱۹۹۵ میلادی فعالیت می‌کرد.
از فیلم‌ها یا برنامه‌های تلویزیونی که وی در آن نقش داشته‌است می‌توان به کن کن اشاره کرد.